# Bistum Vence

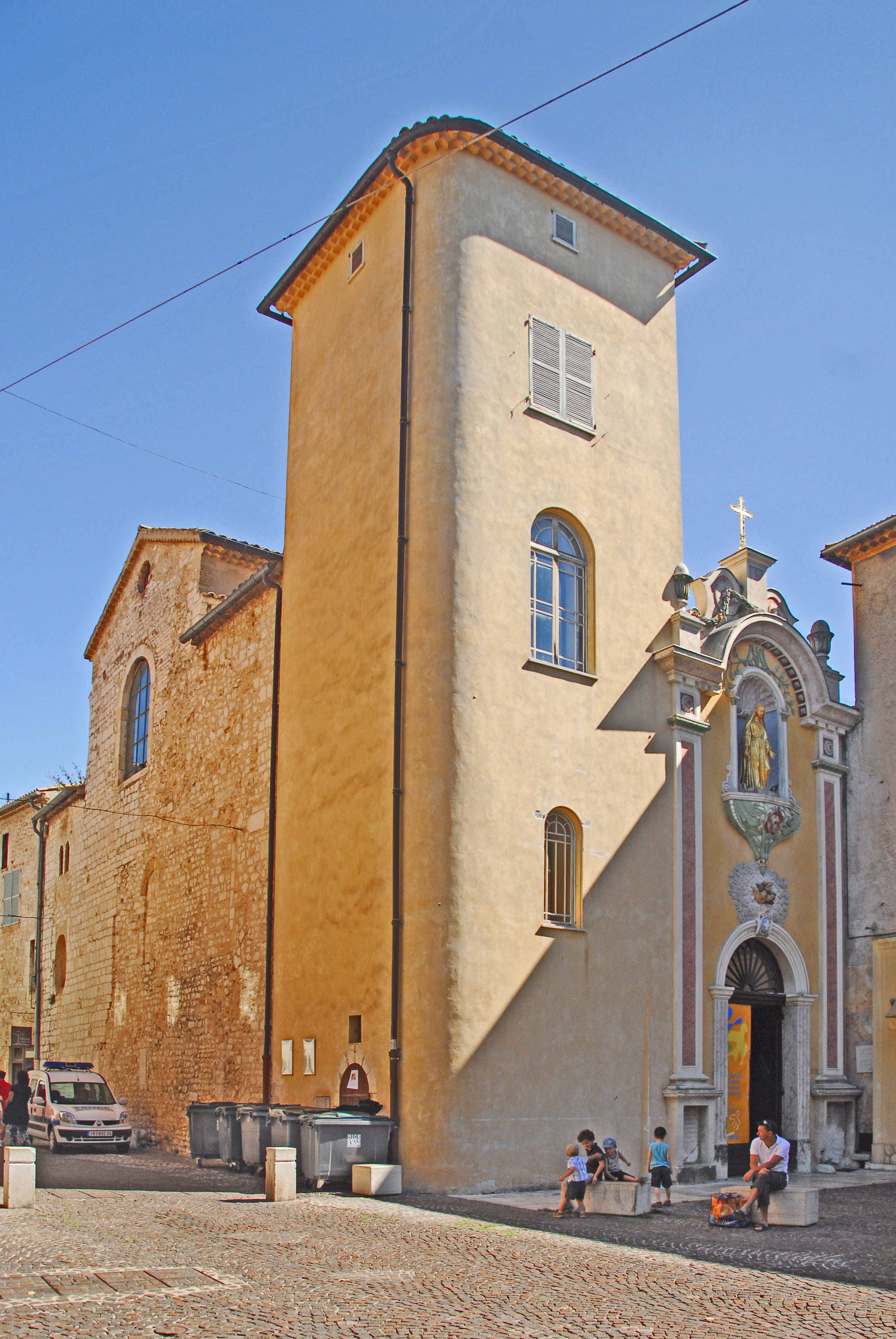
Die Kathedrale Mariä Geburt in Vence

Das Bistum Vence (lateinisch Dioecesis Venciensis) war eine in Frankreich gelegene römisch-katholische Diözese mit Sitz in Vence.

## Geschichte
Das Bistum Vence wurde im 4. Jahrhundert errichtet. Erster Bischof war Andinus.
Am 29. November 1801 wurde das Bistum Vence infolge des Konkordates von 1801 durch Papst Pius VII. mit der Päpstlichen Bulle Qui Christi Domini aufgelöst und das Territorium wurde dem Bistum Nizza angegliedert.
Das Bistum Vence war dem Erzbistum Embrun als Suffraganbistum unterstellt. Im Jahre 1681 umfasste das Bistum Vence 200 Pfarreien. Bis 1754 sank die Zahl der Pfarreien auf 19.